# Šelma sedlák
Šelma sedlák (txec), literalment en català «el camperol astut» op. 37, és una òpera en dos actes composta el 1877 per Antonín Dvořák sobre un llibret de Josef Otakar Veselý. Es va estrenar el 27 de gener de 1878 al Teatre Provisional de Praga, dirigida per Adolf Čech.